# Tannlohe
Tannlohe ist ein Gemeindeteil von Birgland im Landkreis Amberg-Sulzbach in der bayerischen Oberpfalz.

## Geografie

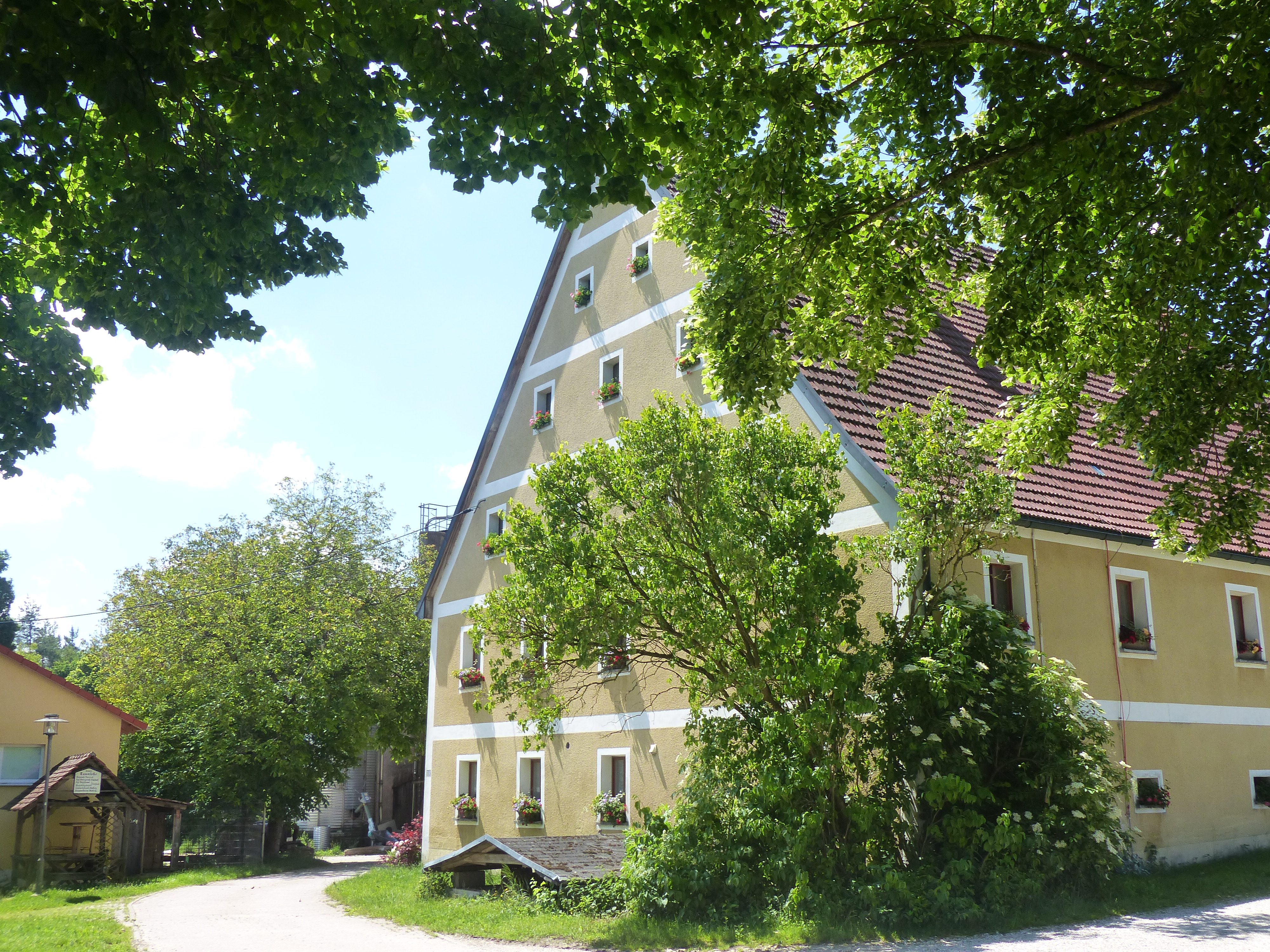
Nordansicht der Einöde

Die Einöde im Norden des Oberpfälzer Jura ist einer von 42 amtlich benannten Gemeindeteilen der Gemeinde Birgland im westlichen Teil der Oberpfalz. Das auf einer Höhe von 513 m ü. NHN gelegene Tannlohe ist etwa sieben Kilometer von dem ostsüdöstlich liegenden Pfarrdorf Illschwang entfernt, in dem die Birglander Gemeindeverwaltung ihren Sitz hat.

## Geschichte

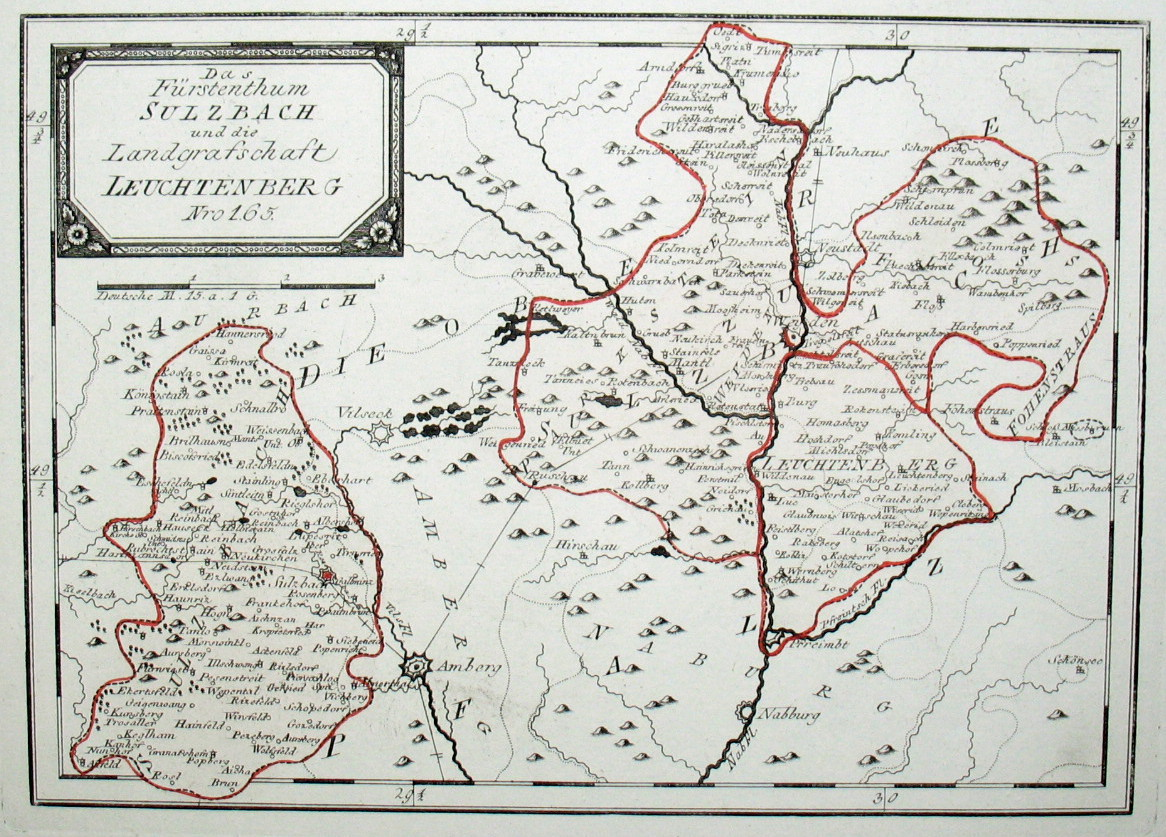
Das Territorium des Herzogtums Sulzbach mit dem Gebiet des Landrichteramtes Sulzbach im Südwesten

Zum Ende des Heiligen Römischen Reiches unterstand die bis 1777 kurpfälzische Einöde der Landeshoheit des Kurfürstentums Pfalzbaiern. Sie gehörte dabei zum Landrichteramt Sulzbach, dem südwestlichen Teil des wittelsbachischen Herzogtums Sulzbach. Im Rahmen des im Herzogtum Sulzbach seit 1652 geltenden Simultaneums waren die evangelischen Einwohner des damals aus zwei Anwesen bestehenden Ortes nach Fürnried gepfarrt, die katholischen Einwohner der Pfarrei in Heldmannsberg zugeordnet.
Durch die Verwaltungsreformen zu Beginn des 19. Jahrhunderts im Königreich Bayern wurde Ammerried mit dem Zweiten Gemeindeedikt im Jahr 1818 ein Bestandteil der Landgemeinde Fürnried, zu der auch die Orte Ammerried, Hofstetten, Kutschendorf, Lichtenegg und Wurmrausch gehörten. Im Zuge der kommunalen Gebietsreform in Bayern in den 1970er Jahren wurde Ammerried zusammen mit dem größten Teil der Gemeinde Fürnried am 1. Juli 1972 in die sechs Monate vorher gebildete Flächengemeinde Birgland eingegliedert. Im Jahr 1987 zählte die aus zwei Anwesen bestehende Einöde sechs Einwohner.

## Verkehr
Eine von Ammerried kommende Gemeindeverbindungsstraße verläuft am nördlichen Ortsrand vorbei und führt weiter nach Kutschendorf bzw. zum Weigendorfer Gemeindeteil Högen. Der ÖPNV bedient die Einöde an einer Haltestelle der Buslinie 76 des VGN. Der am schnellsten erreichbare Bahnhof befindet sich in Sulzbach-Rosenberg an der Bahnstrecke Nürnberg–Schwandorf.